# Airspeed Oxford
O Airspeed Oxford foi o primeiro avião monoplano bimotor de treinamento avançado da RAF. Foi desenvolvido a partir de um modelo comercial da Airspeed, o Envoy III e realizou seu primeiro voo em 19 de Junho de 1937. Esteve em serviço de 1937 até 1954 e atingiu a incrível marca de 8.751 exemplares construídos.
Das diversas versões produzidas destacam-se a versão Mk.I, destinada a escolas de metralhadores e de bombardeadores, a versão Mk.II, para escolas de navegadores e radioperadores e a versão Mk.III que foi usada como ambulância e transporte leve.

## Desenvolvimento
Durante a década de 1930, uma grande expansão da Royal Air Force (RAF) foi dirigida pelo governo britânico, o que levou à formulação e emissão de uma série de requisitos operacionais pelo Ministério do Ar. Um deles era o Requisito Operacional 42 (OR.42), que buscava uma aeronave de treinamento avançado para ser especificamente usada por tripulações de aeronaves destinadas a servir em aviões de bombardeio. Como a RAF estava em processo de migração de biplanos para monoplanos, que eram capazes de velocidades maiores e tinham características de voo mais exigentes, era necessário um treinador adequado para corresponder a essa mudança de passo. Em um ponto, o Avro Anson foi considerado para o papel, no entanto, pensou-se que uma aeronave mais difícil de voar seria necessário. Assim, em 10 de julho de 1936, a Especificação T.23 / 36 foi emitida à Airspeed para o desenvolvimento de uma aeronave de treinamento bimotor para atender a OR.42.

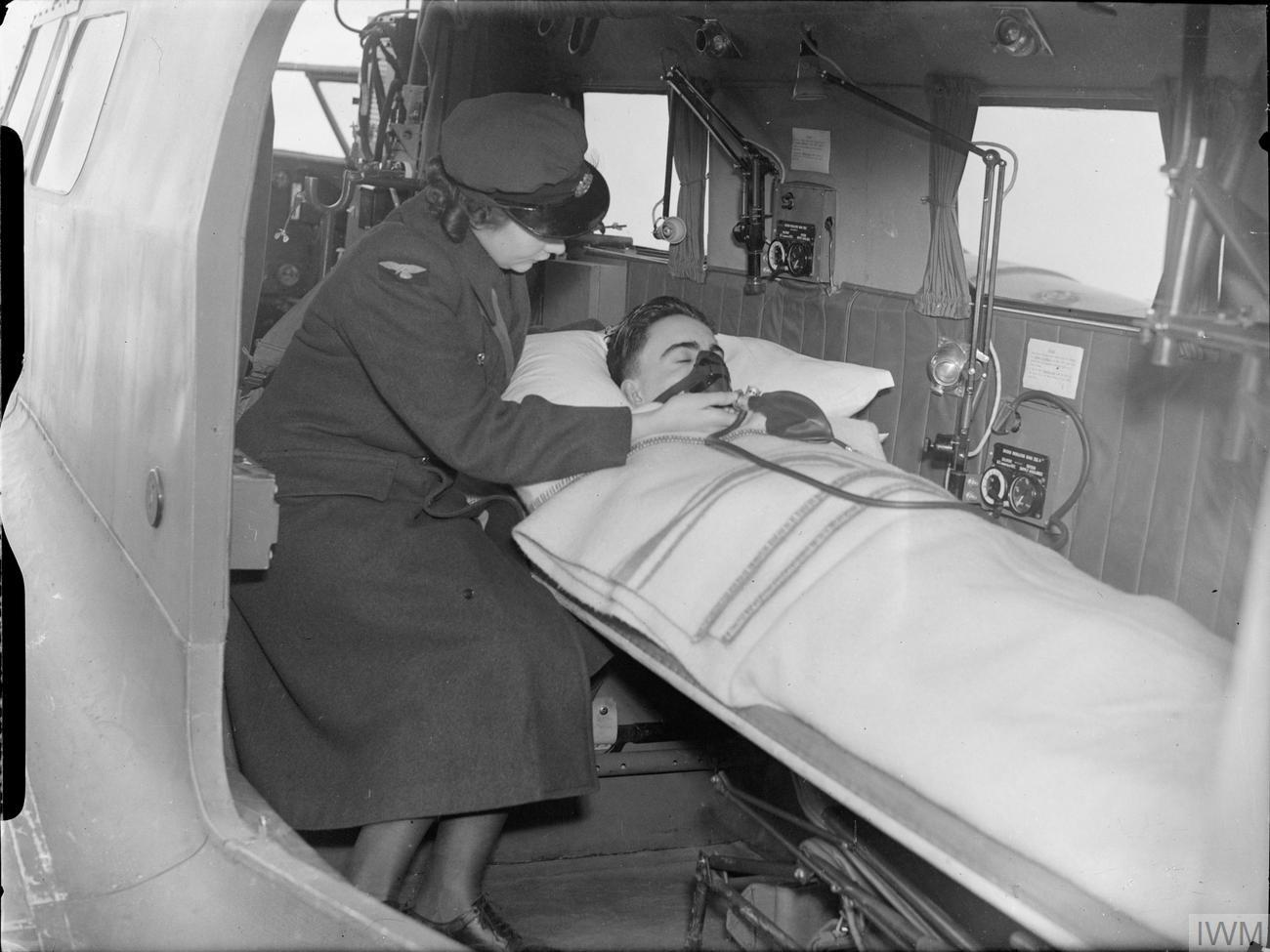
Um paciente e uma infermeira a bordo de um Oxford da Unidade de Ambulância Aérea.